# 参加型学習
参加型学習（さんかがたがくしゅう）は、一方向の知識伝達型の学習ではなく、学習者が学習過程に積極的に参加することを促す学習形態である。

## 定義
参加型学習は、従来の講義のような一方向の知識伝達型の学習ではなく、学習者が学習過程に参加することを促すような学習形態を指す。この形態の学習においては、学習プロセスにおいて知識よりも体験を重視することから、参加体験型学習という用語が用いられる場合もある。　
開発教育など地球的課題を扱う教育からは、参加型学習は単にひとつの授業や講座の中だけで学習者の参加を促す学習としてのみではなくて、学習者の社会参加をねらいとした学習として捉えられてきた。この場合の参加型学習は、学習者が現在または将来において社会の課題に気づきそれを理解し、その解決に向けて参加していく態度や技能を養うための学習活動として説明される。

## 総合学習・総合的な学習の時間における参加型学習
総合学習は広義には、教師の自主的な教育実践の試みが教科や領域を越えた学習、として定義することができる。このような実践は、19世紀の終わりに欧米で始まった新教育運動に起源をもち、日本でも明治後期にはその萌芽が見られる。とくに、大正自由教育の時期と戦後の教育改革の時期には、教科の枠組みを超えた教育活動が盛んに実践された。
総合学習は狭義には、2002年の学習指導要領の改訂で示された総合的な学習の時間を指す。「総合的な学習の時間」は、「生きる力」の育成を目指し、各学校が創意工夫を生かして、これまでの教科の枠を超えた学習ができる時間である。「総合的な学習の時間」で行われる学習内容としては、学校や地域の特色ある学習内容、そして国際理解、情報、環境、福祉・健康など従来の教科をまたがるような課題に関する学習が期待されている。「総合的な学習の時間」では特定の教科書はなく、評価においても数字による評定は行わないことが特徴である。
総合的な学習の時間は、参加体験型の学習が重視されていて、学習指導要領には、「自然体験やボランティア活動などの社会体験，観察・実験，見学や調査，発表や討論，ものづくりや生産活動など体験的な学習，問題解決的な学習を積極的に取り入れること」と述べられている。

## ワークショップと呼ばれる参加型学習
ワークショップとは、本来「作業場」や「工房」を意味する語である。そこから派生して、参加者が知識やアイディアを出し合い、新たな発見や学びを獲得し、また協働して学習の成果物を創造するような参加型の学習形態をワークショップと呼ぶようになった。一方的な知識の伝達ではなく、包括的全体的な学びであり、参加体験型の学習であることが特徴である。もともとはパウロ・フレイレの識字教育、演劇、エンカウンター・グループなどに起源をもち、現在では開発教育、環境教育、まちづくり、芸術、心理学、企業研修などに幅広く採用されている。ワークショップでよく使用される学習手法には、ロールプレイ、ディベート、シミュレーション、ランキングなどがある。
ワークショップの進行役をファシリテーターと呼ぶ。ファシリテーターを直訳すると「促進者」「媒介者」となる。ファシリテーターは、参加者が互いに地域、情報、経験を出し合い、それを共有し、議論を深める過程で、新たな気づきや学びが生まれるような環境を整える役目を担う。

## 参加型開発における参加型学習
開発途上国における開発プロジェクトの現場においては、参加型開発の進展に伴い、PRAやPLAと呼ばれる参加型学習の手法が用いられている。
PRA（参加型農村調査法＝Participatory Rural Appraisal) は1970年代後半に農村調査のために開発されたRRA（迅速農村調査法）の手法をもとに、住民自身の参加の観点を加えた農村調査の手法として発展したものである。PRAの理論化や普及に貢献してきたロバート・チェンバースはPRAを「地域住民自身が自らの生活の知識や状況を共有し、高め、分析し、さらに計画し、行動し、モニターし、評価することを可能にする一連のアプローチや方法」と説明している。
PLA（参加型学習行動法＝Participatory Learning and Action）は、農村調査の方法という観点からさらに進めて、住民自身が自ら課題を発見して問題を解決するまでの一連のアプローチと方法のことである。実際にはPRAもPLAその内容においてはほとんど変わらず、同義で使用されることも多い。それらの内容は、地図づくり、年表づくり、季節カレンダー、社会関係図、ランキング（順位づけ）、などがあるが、固定された一連のパッケージがあるわけではなく、日々さまざまな手法が現場に即して開発され応用されている。